# Ruta Provincial E 91 (Córdoba)
La Ruta Provincial E-91, es una vía de tránsito de jurisdicción provincial
, ubicada al oeste de la Provincia de Córdoba, en la región del Valle de San Javier. En proximidades de la ciudad de Villa Dolores, en la República Argentina.

Tiene una extensión de unos 25 km aproximadamente y está asfaltada en su totalidad.

Inicia su recorrido, en el límite con la provincia de San Luis (se continúa con la RP 23a), y luego de recorrer los 25 km de su trazado, alcanza la  RN 20 , en jurisdicción de la ciudad de Villa Dolores, donde finaliza.

## Localidades
En su derrotero, esta ruta atraviesa los siguientes municipios ubicados dentro del mismo departamento. Ninguno es cabecera del mismo.
- Los Cerrillos 2.283 Hab
- San José 2.800 Hab